# تورنتون (تگزاس)
تورنتون، تگزاس(به انگلیسی: Thornton, Texas) شهری در ایالت تگزاس از ایالات جنوبی ایالات متحده آمریکا است. در سرشماری سال ۲۰۰۰، جمعیت این شهر ۵۲۵ نفر اعلام شد.